# Дзержинский театр кукол
Дзержинский театр кукол — театр кукол в городе Дзержинск, Нижегородской области. 

## История
Театр основан в 1988 году, открылся 25 апреля 1989 года.
Главный режиссёр театра — Сергей Романович Зицер. Директор театра — Галина Демахина. Основатель театра — заслуженный деятель искусств Российской Федерации и Республики Мордовия — Владимир Казаченко.
Здание театра является памятником архитектуры областного значения.

## О театре
Театр кукол открылся в здании старого драматического театра, после его реконструкции. 
Дзержинский театр кукол известен за пределами Нижегородской области. С творческими гастролями театр побывал в Москве, Кировской, Костромской и Владимирской областях; в Чувашии, Мордовии, Крыму, Финляндии, Германии, Белоруссии. 
Владимир Казаченко является инициатором международного фестиваля «Театр кукол без границ».

## Труппа
В труппе задействованы такие актеры как Татьяна Петрашкевич, Сергей Зицер, Татьяна Буслаева, Андрей Тихонов, Михаил Ларин, Екатерина Чернова, Константин Земсков, Людмила Просвирина, Ирина Игнатичева, Александр Кашенин, Константин Фирстов, Мария ФирстоваФирстова, Ксения Страхова. 
С 1996 по 2005 годах в театре работал Заслуженный артист России Владимир Шорохов. В июне 2011 года на фасаде главного здания театра в торжественной обстановке была установлена памятная доска в честь заслуженного артиста России Владимира Шорохова.
Со дня основания театра в нём служит Заслуженная артистка России Ирина Абахова. Она стала первой актрисой, зачисленной в труппу театра.
На сцене Дзержинского театра кукол с 1993 года служит Ольга Земскова.
Труппа театра принимала участие в многочисленных конкурсах и фестивалях, а также номинировалась на театральные премии. 

## Спектакли
- В. Рабадан «Маленькая Фея»
- В. Иванов «Сладкая ловушка, или Конфета для дураков»
- Н. Шавва «Гулливер в стране лилипутов»
- И. Карнаухова, Л. Браусевич «Град Лебединец»
- М. Садовский «Лесная автобыль»
- М. Садовский «Заклятие старого замка»
- Е. Чеповецкий «Мишкины шишки»
- Е. Жуковская «Мапа»
- В. Фотеев «Как новый Колобок бабке с дедкою помог»
- Е. Сперанский «Огниво»
- Б. Гадор, С. Дарваш «Прелестная Галатея»
- Е. Плеханова «Зимняя сказка»
- Л. Жаданов «Солдатская сказка»
- И. Петрова, И. Берлянд «Золушка»
- Н. Новоселецкая «Заяц, лиса и петух»
- М. Супонин «Как лиса медведя обманывала»
- Н. Шувалов «Кот в сапогах»
- Е. Жуковская, М. Астрахан «Приключения Пифа»
- Е. Жуковская «Новые приключения Пифа»
- Е. Чеповецкий «Ай да Мыцык!»
- Е. Плеханова «Тайна старинного ожерелья»
- В. Ткаченко «Тайна волшебных снежинок»
- Ю. Страхов «Зеленая Лисица»
- В. Павловскис «Лисенок-плут»
- И. Карнаухова, Л. Браусевич «Град Лебединец»
- В. Владимиров «Спящая красавица»
- М. Туровер, Г. Мерсаков «Поросенок Чок»
- Р. Москова «Куда ты, Жеребенок?»
- С. Зорин, Т. Закатная «Снежные человечки»
- В. Зимин «Волшебный дождевичок»
- В. Владимиров «Веселые художники»
- Н. Осипова «Тайна абрикосовой косточки»
- В. Маслов «Сказка странствующего факира»
- Ю. Елисеев «Три желания»
- А. Михайлов «Проделки Бабы-Яги»
- О. Москвичева «Крошечка-Хаврошечка»
- М. Катков, Е. Лукин «Медвежий домик»
- К. Мешков «Соломенный бычок»
- Л. Васильева «Страусёнок Роки»
- А. Линдгрен «Карлсон проказничает опять»
- И. Токмакова «Сестрица Аленушка и братец Иванушка»
- Л. Браусевич «Аленький цветочек»
- Е. Плеханова «Чудо неслыханное»
- Н. Медведкина «Волк и козлята»
- по мотивам русских сказок «Золотое перо»
- С. Белов «Оранжевый Ёжик»
- В. Владимиров «Спящая Красавица»
- С. Зорин «Машенька и Медведь»
- Л. Веприцкая «Волшебник Ох»
- Е. Черняк, Г. Гилоди «Заколдованный меч Бурхана»
- О. Уайльд «Звездный мальчик»
- К. Додон «Нет Феи на свете добрей»
- С. Коган, С. Ефремов «Ещё раз о Красной Шапочке»

## Участие в фестивалях и конкурсах
- Международный фестиваля «Театр кукол без границ» (Куопио, Финляндия, 1991),
- Фестиваль самостоятельных работ артистов театров кукол России (Нижний Новгород, 1992),
- Молодёжный театральный фестиваль «Контакт» (Нижний Новгород, 1997),
- Фестиваль театров кукол закрытых городов России (Саров, 1998),
- Фестиваль искусств «Виват, меценат!» (Москва, 2002),
- Первого Российского фестиваля спектаклей для детей «Вперед за Синей Птицей!» (Нижний Новгород, 2007),
- VII Всебелорусского фестиваля национальных культур (Гродно, Беларусь, 2008),
- Областной конкурс «Лучшая премьера сезона» (ежегодно c 2002 г.),
- Областной фестиваль им. Евгения Евстигнеева (ежегодно c  2004 г.),
- Городской конкурс «Профи» (ежегодно c  2007 г.).
- В 1992 и 1993 гг. ДТК принимал участников Международного фестиваля «Театр кукол без границ».

## Награды
- 1991 г. Финляндия — дипломант Международного фестиваля «Театр кукол без границ».
- 1992 г. Дзержинск — лауреат первой премии Международного фестиваля «Театр кукол без границ».
- 1995 г. Чебоксары — Почётная грамота Министерства культуры Чувашской Республики.
- 1998 г. Саров, Нижегородская область — дипломант фестиваля «Кукольное царство в Саровском государстве».
- 2002 г. Нижний Новгород — актрисе Ирине Абаховой присвоено звание «Заслуженная артистка Российской Федерации».
- 2002 г. Москва — дипломант Всероссийского фестиваля «Виват, меценат!».
- 2002 г. Нижний Новгород — лауреат фестиваля «Премьеры сезона» за лучшее художественное оформление. Спектакль «Град Лебединец».
- 2003 г. Нижний Новгород — фестиваль «Премьеры сезона», «Лучшая актёрская работа» — Ирина Абахова роль Кикиморы в спектакле «Аленький цветочек».
- 2004 г. Нижний Новгород — Первый открытый фестиваль имени Евгения Евстигнеева, «Лучшая мужская роль» — Владимир Шорохов роль Бахуса в спектакле «Прелестная Галатея».
- 2005 г. Нижний Новгород — фестиваль «Премьеры сезона», «Творческая удача» — Владимир Казаченко за постановку спектакля «Прелестная Галатея», «Лучшая актёрская работа» — Татьяна Петрашкевич за роль Афины-Паллады в том же спектакле.
- 2005 г. Нижний Новгород — За большие достижения в развитии театрального искусства Нижегородской области главному режиссёру театра Владимиру Казаченко присуждена премия имени Н. И. Собольщикова-Самарина.
- 2006 г. Нижний Новгород — фестиваль «Премьеры сезона», «Творческая удача» — Ирина Абахова роль Мачехи в спектакле «Золушка».
- 2007 г. Нижний Новгород — фестиваль «Премьеры сезона», «Лучшая роль» — Сергей Зицер роль Пифа в спектакле «Приключения Пифа».
- 2007 г. Нижний Новгород — дипломант первого Российского фестиваля «В перёд за Синей Птицей!»
- 2008 г. Нижний Новгород — За большой вклад в развитие театрального искусства нашей страны главному режиссёру театра кукол Владимиру Казаченко указом президента России Владимира Путина присвоено звание «Заслуженный деятель искусств Российской Федерации».
- 2008 г. Нижний Новгород — фестиваль «Премьеры сезона», «Творческая удача» — Владимир Казаченко за постановку спектакля «Золотое перо».

- 2009 г. Нижний Новгород — фестиваль «Премьеры сезона», «Лучшая роль» — Сергей Зицер роль драгуна Рауля в спектакле «Спящая Красавица».
- 2009 г. Гродно, Белоруссия — лауреат Всебелорусского фестиваля межнациональных культур.
- 2011 г. Саранск, Республика Мордовия — лауреат Международного фестиваля «Чинжарамо».
- 2014 г. Котлас, Архангельская область — лауреат фестиваля «Тарарам».

Среди дипломантов нижегородских фестивалей заслуженные артисты РФ: Владимир Шорохов, Ирина Абахова; артисты: Татьяна Петрашкевич, Сергей Зицер, Евгений Лукин, Михаил Ларин, Екатерина Чернова, Константин Земсков.

## Технические параметры
- Здание построено в 1946 году.
- Последняя реконструкция произведена в 1984—1990 годах.

Параметры зрительного зала:
- Количество мест в зрительном зале — 175.
- Возможность установки дополнительных мест — нет.